# Proutoscia mirifica
Proutoscia mirifica är en fjärilsart som beskrevs av William Schaus 1912. Proutoscia mirifica ingår i släktet Proutoscia och familjen mätare. Inga underarter finns listade i Catalogue of Life.